# Счёт-фактура

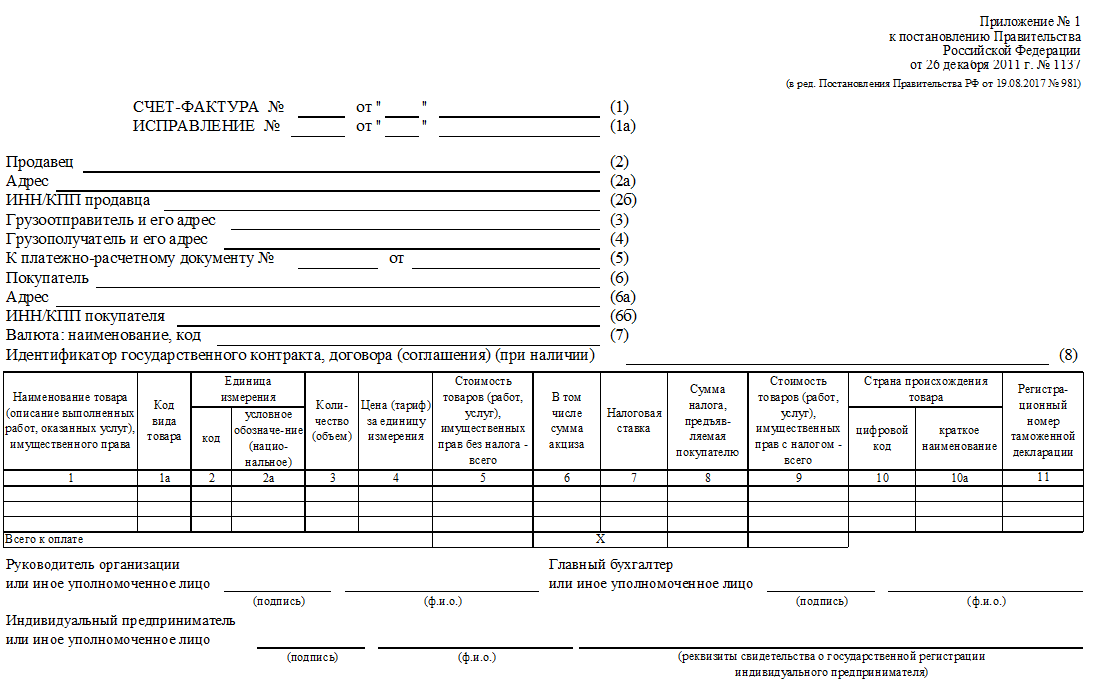

Счёт-факту́ра (фр. facture «счёт, накладная») — документ налогового учёта по исчислению НДС, в котором подтверждается сумма НДС, выставляемая продавцом покупателю.

## Определение
Согласно БРЭ, счёт-фактура — это документ налогового учёта по исчислению НДС, в котором подтверждается сумма НДС, выставляемая продавцом покупателю.
Согласно п.1 ст. 169 НК РФ счёт-фактура — это документ, служащий основанием для принятия покупателем предъявленных продавцом товаров (работ, услуг), имущественных прав (включая комиссионера, агента, которые осуществляют реализацию товаров (работ, услуг), имущественных прав от своего имени) сумм налога к вычету.

## Назначение в России
Согласно ст. 169 НК РФ счёт-фактура выставляется продавцом (подрядчиком, исполнителем) покупателю (заказчику) после окончательного приёма покупателем (заказчиком) товара или услуг. В зависимости от законодательства конкретного государства счёт-фактура может выполнять различные функции.

## Форма счёта-фактуры
В России назначение счёта-фактуры и его реквизиты законодательно закреплены в Налоговом кодексе РФ. Счёт-фактура — налоговый документ строго установленного образца (формата), оформляемый продавцом товаров (работ, услуг), на которого в соответствии с Налоговым кодексом РФ возложена обязанность уплаты в бюджет НДС. Счёт-фактура является документом, служащим основанием для принятия покупателем предъявленных продавцом сумм НДС к вычету. Счёт-фактура содержит в себе информацию о наименовании и реквизитах продавца и покупателя, перечне товаров или услуг, их цене, стоимости, ставке и сумме НДС, прочих показателях. На основании полученных счётов-фактур налогоплательщиком НДС формируется «Книга покупок», а на основании выданных счётов-фактур — «Книга продаж». С 2013 года счета-фактуры постепенно вытесняются универсальными передаточными документами, содержащими одновременно все обязательные реквизиты, предусмотренные законодательством и для счетов-фактур, и для первичных учётных документов, например, актов и товарных накладных.

## Электронный счёт-фактура в России
Согласно Российскому законодательству, с 23 мая 2012 года стало возможным обмениваться электронными счетами-фактурами. Согласно порядку обмена (Приказ Минфина России от 10.11.2015 года № 174н), для придания юридической значимости электронный счёт-фактура должен быть передан только через специального оператора электронного документооборота в установленном ФНС формате (Приказ № ММВ-7-15/820@). Электронный счёт-фактура является юридически значимым оригиналом, как и его бумажный аналог. Для подтверждения статуса такой документ должен быть подписан электронной подписью уполномоченного лица.

## Грамматика
«Счёт-фактура» является существительным мужского рода (по роду главного компонента в словосочетании — счёт). Склоняются обе части слова, например, «без счёта-фактуры», «посмотреть в счёте-фактуре».